# Agalenatea
Agalenatea Archer, 1951 è un genere di ragni appartenente alla famiglia Araneidae.

## Distribuzione
Le due specie oggi note di questo genere sono state rinvenute: A. redii in varie località dell'intera regione paleartica e A. liriope in Etiopia e nello Yemen.

## Tassonomia
La denominazione Agalenatea è stata coniata da Archer nel 1951 a seguito del lavoro sugli esemplari della specie tipo Araneus redii Scopoli, 1763 e considerata valida da un altro lavoro, quello di Grasshoff del 1976.
A maggio 2011, si compone di due specie:
- Agalenatea liriope (L. Koch, 1875) — Etiopia, Yemen
- Agalenatea redii (Scopoli, 1763)[2] — Regione paleartica

### Specie trasferite
- Agalenatea angulopicta (Schenkel, 1953); trasferita al genere Alenatea Song & Zhu, 1999[1].
- Agalenatea arcopicta (Schenkel, 1953); trasferita al genere Alenatea.
- Agalenatea davidi (Schenkel, 1963); trasferita al genere Alenatea.
- Agalenatea fuscocolorata (Bösenberg & Strand, 1906); trasferita al genere Alenatea.

### Sinonimie
- Agalenatea modesta (Simon, 1890); trasferita in un primo momento qui dal genere Neoscona Simon, 1864, a seguito di un lavoro degli aracnologi Grasshoff & van Harten del 2007, ne è stata riconosciuta la sinonimia con A. liriope (L. Koch, 1875)[1].